# Lycée Ressu
Le Lycée Ressu (finnois : Ressun lukio) est un lycée situé dans le quartier de Kamppi du centre d'Helsinki en Finlande. Deux programmes de lycée opèrent sous le même toit. Le programme en finnois suit le programme national finlandais, et le programme en anglais suit le Programme International du diplôme (IB). Cette école est considérée comme l'une des écoles secondaires les plus prestigieuses en Finlande.

## Architecture

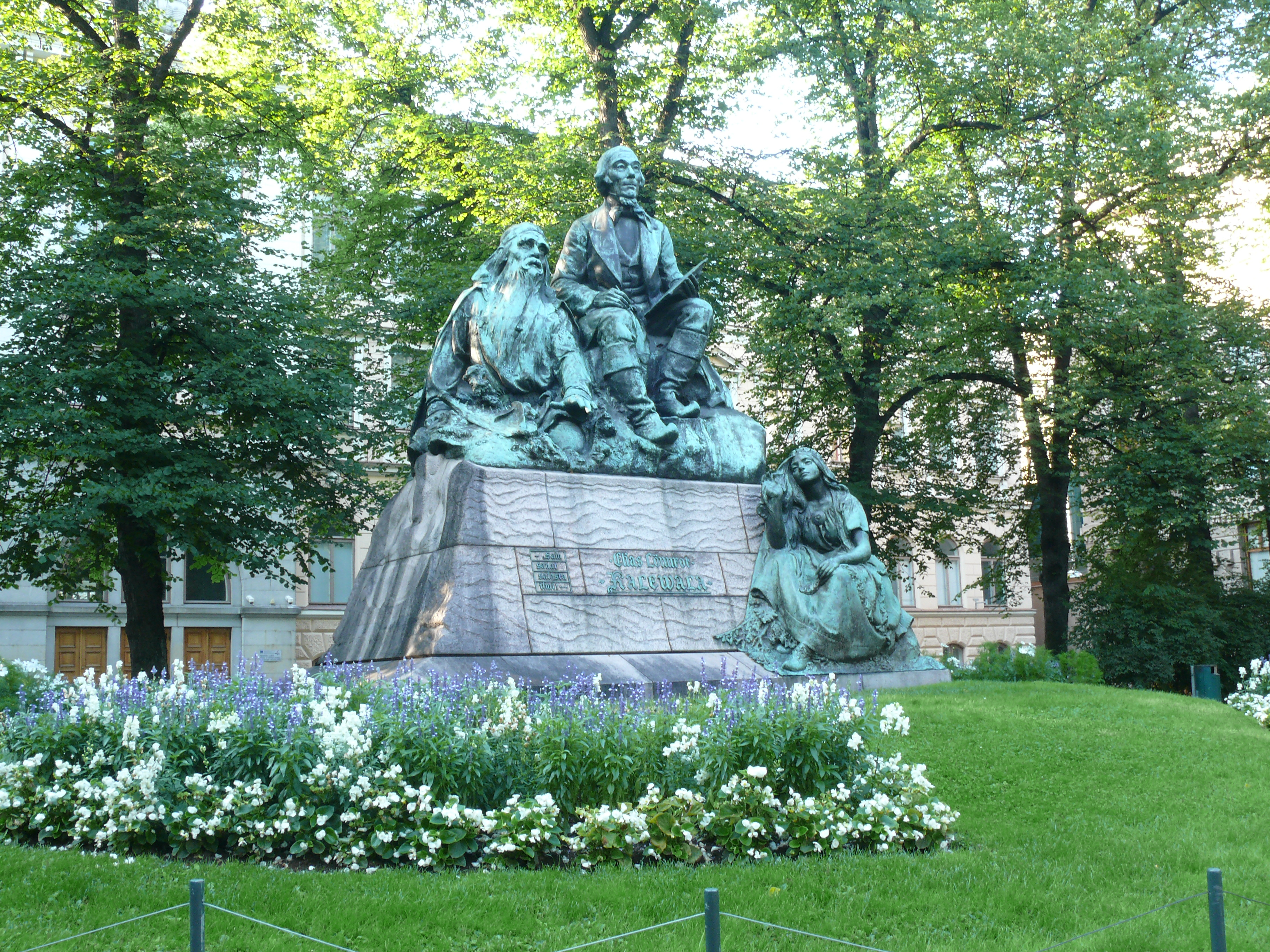
Devant le lycée, Elias Lönnrot et les héros du Kalevala.

Le bâtiment est conçu par Sebastian Gripenberg.
La parcelle du lycée est comprise entre le parc Lönnrotinpuistikko et la rue Kalevankatu.
Le parc Lönnrotinpuistikko est au bord de la rue Lönnrotinkatu en face de la vieille église d'Helsinki.

## Histoire
L'école moderne de garçons est fondée sur décision du sénat en 1891 afin d'enseigner les matières modernes et des langues modernes à la place du latin.
L’école quitte  les locaux du Lycée normal d'Helsinki pour son emplacement actuel en 1892.
Avant la Seconde Guerre mondiale Ressu est le premier en Finlande à se tourner vers une filière longue en français. 
Après la guerre le lycée accueillera jusqu'à 800 lycéens.
En 1978 le lycée est le dernier de Finlande à passer d'école de garçons à école mixte. À ce moment il passe d'une gestion par l'état à une gestion par la ville d'Helsinki.
De nos jours le lycée accueille environ 2/3 de filles.

### Lycéens de l'année
Les lycéens de l'année de Ressu sont:
- 1996 – Nina Hyvärinen,
- 1997 – Jaakko Kalela,
- 1998 – Risto Alapuro,
- 1999 – Hannu Ahjopalo,
- 2000 – Ele Alenius,
- 2001 – Jarkko Hautamäki,
- 2002 – Olavi Heinonen,
- 2003 – Pentti Siltanen,
- 2004 – Pekka Gronow,
- 2005 – Hannu Raittila,
- 2006 – Harri Dahlström,
- 2007 – Jan Klenberg,
- 2008 – Jorma Eloranta,
- 2009 – Jukka Kuoppamäki,
- 2010 – Sami Garam,
- 2011 – Kaarlo Tuori,
- 2012 – Johannes Koroma,
- 2013 – Heikki Räisänen,
- 2014 – Laura Räty.